# Тибо, Лиз
Лиз Тибо́ (фр. Lise Thibault; род. 2 апреля 1939 года, Квебек, Канада) — канадский политик и журналист, лейтенант-губернатор провинции Квебек (Канада) с января 1997 по 7 июня 2007. В 2007 году отправлена в отставку в результате скандала о нецелевом расходовании бюджетных средств, в 2016 году приговорена за это к 18 месяцам тюрьмы и крупному штрафу.

## Биография
Родилась 2 апреля 1939 в Сен-Рок-де-л’Ашиган. Старшая дочь Поля Труделя и Лауренци Вольф. Окончила Академию Мари-Анны в Монреале, затем педагогический Коллеж Сен-Жером. В результате несчастного случая в подростковом возрасте стала инвалидом, лишившись возможности ходить.
В 1959 вышла замуж за Рене Тибо.
После окончания колледжа работала школьной учительницей, затем журналисткой. Вела передачу, посвящённую проблемам семьи и общества, на квебекском телевидении (1982—1984). С 1987 по 1993 была вице-президентом Квебекской комиссии по вопросам безопасности и социальной защиты, с 1993 по 1995 — президентом и главным исполнительным директором Управления по делам инвалидов Квебека.
Была многолетней сторонницей Либеральной партии Канады. В 1997 премьер-либерал Жан Кретьен посоветовал назначить её лейтенант-губернатором Квебека на смену ушедшему в отставку Жану-Луи Ру. На этом посту Тибо стала первой в Квебеке женщиной — лейтенант-губернатором и первым лейтенант-губернатором с ограниченными возможностями. Её правление продолжалось 10 лет, что является вторым по продолжительности правлением лейтенант-губернатора в Квебеке: дольше неё правил только Юг Лапуант — 14 лет. В 2005 году она перенесла инсульт.
В 2007 была отправлена в отставку из-за финансового скандала, вызванного незаконным расходованием ею бюджетных средств. В частности, она оплатила из государственных фондов частную рождественскую вечеринку (30000 $ CAN), дорогие подарки друзьям, ресторанные обеды, которые происходили одновременно в разных городах. В 2002—2003 её расходы обошлись государству в 223 000 $ CAN. Весной 2007 канадский премьер-министр Стивен Харпер посоветовал генерал-губернатору отправить её в отставку.
В сентябре 2015 была приговорена к 18 месяцам тюрьмы и штрафу в 300 000 $ CAN. 24 февраля 2016 Апелляционный суд Квебека отклонил апелляцию Тибо, и приговор вступил в силу. Уже 2 июня 2016 она была освобождена условно-досрочно, а 17 августа 2017 её судимость была погашена. После освобождения объявила о банкротстве.

## Награды
- Дама Большого креста ордена Святого Франциска[9]
- Дама справедливости орден Святого Иоанна[9]
- почётный доктор права Колледжа Анны-Марии в Пакстоне[9]
- почётный доктор права Университета Конкордия[10]
- почётный доктор гражданского права Университета Бишопс[10]
- Медаль Золотого юбилея королевы Елизаветы II (2002)[11]